# Kattigehalli, Channarayapatna
Kattigehalli là một làng thuộc tehsil Channarayapatna, huyện Hassan, bang Karnataka, Ấn Độ.